# Battaglia del lago Regillo
La battaglia del Lago Regillo è una delle prime leggendarie vittorie della Repubblica romana.
L'anno in cui si svolse la battaglia non è del tutto certo. In genere si situa nel 496 a.C., anche se per Tito Livio i dittatori furono creati nel consolato di Tito Ebuzio Helva e Gaio Veturio Gemino Cicurino, e quindi nel 499 a.C..

## Antefatto
Secondo la narrazione dello storico patavino Tito Livio in Ab Urbe condita libri, Tarquinio il Superbo, dopo essere stato cacciato da Roma, aveva cercato aiuto in varie città vicine. Il principale sostegno gli venne da Porsenna, lucumone di Chiusi, che però ammirato dall'eroismo dei vari Orazio Coclite, Muzio Scevola e Clelia (la vergine fuggitiva restituita al re e rimandata da lui a casa) decise di interrompere i suoi attacchi a Roma e di liberarsi dell'alleanza con l'ormai anziano deposto re romano. Tarquinio e i suoi seguaci, che nel frattempo erano stati espropriati dei loro beni a Roma, dovettero trovare rifugio a Tusculum, governata dal genero di Tarquinio, il dittatore Ottavio Mamilio. Mamilio passò i successivi tre anni a preparare la guerra contro Roma, aizzando i Latini che, d'altra parte, erano già predisposti per combattere i Romani.
Sempre Livio racconta: 
(Ibid., II, 18)
Il problema dei Romani non era la capacità bellica dei consoli, ma il fatto che questi ultimi fossero sospettati di parteggiare per la fazione dei Tarquini, evidentemente ancora dotata di un certo seguito nella città.
Roma per alcuni anni si era trovata in una condizione di guerra fredda con continue provocazioni da e verso i popoli confinanti e con continue chiamate alle armi che però sfociavano in taciti accordi fra le città. I Tarquini che avevano posto la loro base a Tuscolo, si stavano adoperando per riprendere le ostilità con un supporto militare organizzato.
Ottavio Mamilio si era attivato per formare una lega latina e per organizzare un esercito di dimensioni sufficienti da riuscire a vincere i potenti vicini. Livio racconta che, essendo consoli Tito Ebuzio Helva e Gaio Veturio Gemino Cicurino (secondo la cronologia varroniana era il 499 a.C.), fu assediata Fidene, conquistata Crustumerio e Preneste defezionò dalla Lega Latina passando al campo avversario. La guerra con i Latini era diventata inevitabile.
Nell'anno 498 a.C. nella Selva Ferentina si tennero riunioni dove si formò una alleanza detta Lega Latina. Trenta città si unirono per scrollarsi il peso di Roma. L'anno successivo i Latini conquistarono la fortezza di Corbium.
Sia i Romani che i Latini provarono ad attirare le popolazioni limitrofe dalla propria parte inviando delle ambascerie, ma Etruschi, Volsci, Ernici e Rutuli, tutti rifiutarono di partecipare al prossimo conflitto alleandosi con una delle due parti in causa.
Infine, nel 496 a.C., le formazioni della Lega e una coorte di fuoriusciti romani al seguito dei Tarquini iniziarono le operazioni belliche. Le forze latine assommavano a circa 40000 fanti e 3000 cavalieri.
Erano consoli Aulo Postumio Albo Regillense e Tito Verginio Tricosto Celiomontano quando Roma dovette fronteggiare una battaglia più pericolosa delle altre; infatti dopo alcuni anni di combattimenti con i popoli vicini, i romani si trovarono davanti sul campo, assieme ai Tuscolani, Lucio Tarquinio e i fuoriusciti romani che vedevano l'ultima possibilità di vendicarsi e rientrare in patria da vincitori.
A Roma si era venuti a conoscenza della minaccia,  e così Aulo Postumio venne nominato dittatore dal collega console e vennero reclutati 24000 fanti e 3000 cavalieri, le usuali 4 legioni rinforzate dalle solite forze di cavalleria. Metà delle legioni furono appostate fra Roma e Tuscolo, con una legione al comando di Postumio, e l'altra al comando di Verginio,  per controllare i movimenti dei Latini,  mentre le altre due rimanevano a Roma, una sotto il comando di Tito Ebuzio Helva, nominato magister equitum dal dittatore, e l'ultima sotto il comando di Aulo Sempronio Atratino.
I Latini, visto l'esiguo numero di romani iniziarono lo spostamento verso le forze nemiche, contando anche sui rinforzi in arrivo da Anzio. Postumio, temendo che altri Volsci seguissero l'esempio di quelli di Anzio, fece venire da Roma il resto dell'esercito e dispose i suoi uomini fra il lago Regillo e il monte, in una strettoia più facilmente difendibile. Entrambi gli eserciti attesero rinforzi e quando si sentirono sicuri, i Latini sferrarono l'attacco.

## La battaglia

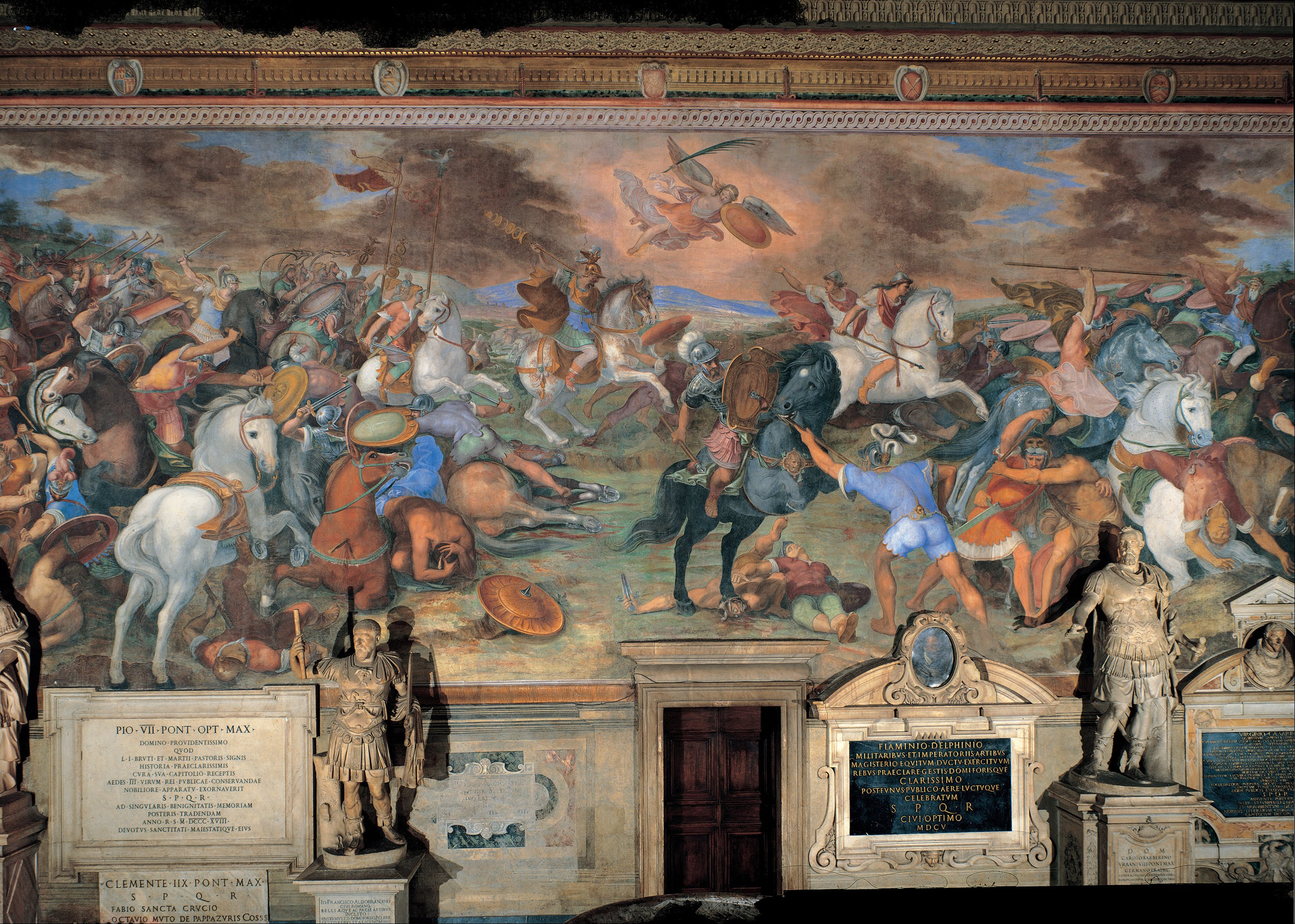
La battaglia del lago Regillo nell'interpretazione di Tommaso Laureti (oggi a Roma, Musei capitolini - "Sala dei Capitani").

I Latini si disposero con Tito Tarquinio che comandava l'ala sinistra dello schieramento dei fanti, Manlio la destra e Tito Tarquinio il centro dove erano schierati anche gli esuli romani, con la cavalleria, divisa in tre parti, ognuna dietro il corrispondente schieramento di fanti. Nel campo romano Tito Ebuzio comandava i soldati che si opponevano a quelli guidati da Manlio, Virgino quelli che si opponevano a quelli guidati da Tito Tarquinio e Postumio comandava il centro dello schieramento.
La battaglia fu violentissima. Tarquinio il Superbo si scagliò contro Postumio, ma fu ferito a un fianco e ricondotto in salvo dai suoi; Ebuzio che comandava la cavalleria all'ala opposta, si scontrò direttamente con Ottavio Mamilio ed entrambi rimasero feriti, Ebuzio al braccio, l'altro al petto, e dovettero ritirarsi dietro le prime linee. Mamilio, comunque ritornò a combattere guidando la coorte dei fuoriusciti assieme al figlio di Tarquinio. Marco Valerio, fratello di Valerio Publicola, scorto il giovane Tarquinio spronò il cavallo e si gettò, lancia in resta, contro Tarquinio che si ritirò fra i suoi. Valerio non desistette, fu ferito al fianco da un avversario e morì poco dopo.
Quell'ala cominciò a mostrare segni di cedimento; Postumio diede ordine di trattare come nemici coloro che si fossero dati alla fuga. I romani stretti fra i nemici e la coorte delle guardie del corpo del dittatore, interruppero la fuga e ripresero il combattimento aiutati proprio da quella coorte. Uomini freschi annientarono i nemici già stanchi, gli esuli furono quasi circondati. Mamilio vedendo il pericolo si fece seguire da alcuni manipoli tenuti di riserva e si gettò nuovamente nella mischia. Il legato Tito Erminio lo vide, gli si lanciò contro e lo uccise con un colpo; poi, colpito a sua volta, rientrò fra i ranghi per morire mentre gli si prestavano le cure.
La battaglia era stata lunga e la fanteria romana era stanca, i nemici stavano prendendo il sopravvento. Postumio allora chiese ai cavalieri di scendere dai cavalli e aiutare i fanti nelle loro azioni. 
(Ibid., II, 20)
Erano le fasi conclusive; i cavalieri romani risalirono sui loro destrieri e si diedero ad inseguire i nemici in fuga. La fanteria tenne dietro. Venne conquistato il campo latino.
Alla battaglia partecipò come soldato anche il giovane Gneo Marcio, futuro Coriolano perché conquistatore di Corioli, che si distinse per il proprio valore, tanto da meritare la Corona civica per aver salvato da solo in battaglia un altro cittadino romano.

## Castore e Polluce

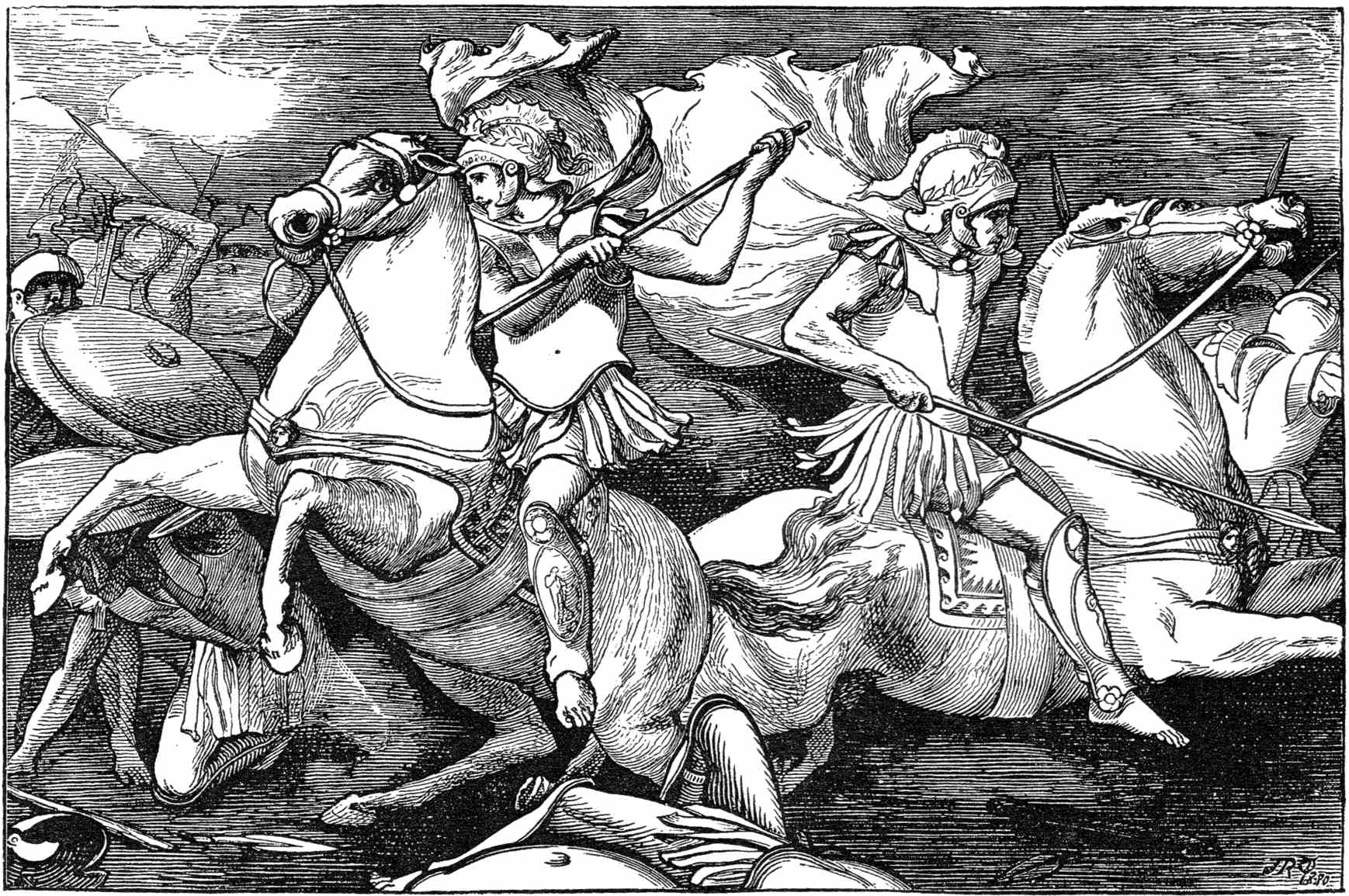
I Dioscuri alla battaglia del Lago Regillo. John Reinhard Weguelin (1849 - 1927)

Secondo la leggenda, oltre a questo rinforzo dei cavalieri Postumio chiese un aiuto divino ai Dioscuri, facendo voto di dedicare loro un tempio in cambio di un significativo aiuto. Si videro allora comparire due giovani guerrieri che nessuno dei Romani conosceva. Montati su cavalli bianchi si gettarono a combattere nelle prime file trascinando i Romani alla vittoria. Al termine della battaglia, però, abbandonarono il campo. Sempre secondo la leggenda erano corsi a Roma a portare la notizia della vittoria, avevano lavato i cavalli alla fonte di Giuturna ed erano scomparsi.
Postumio ed Ebuzio entrarono a Roma in trionfo; Postumio, devotamente, scioglierà il voto innalzando presso la fonte Giuturna un tempio a Castore e Polluce. Il vecchio re Tarquinio terminerà i suoi giorni alla corte di Aristodemo, tiranno di Cuma.

## Conseguenze
La sconfitta fermò definitivamente le velleità dei Latini che dovettero accettare la supremazia di Roma, che comunque da lì a pochi anni, nel 493 a.C. stipulò un accordo di pace con le città Latine, chiamato Foedus Cassianum, dal console romano Spurio Cassio Vecellino. Ma i Romani furono abbastanza saggi da non sfruttare troppo le popolazioni assoggettate, tanto che qualche anno dopo, verso il (462 a.C.), i tuscolani furono i più fedeli alleati di Roma quando la città, stremata da una micidiale pestilenza, ne ricevette l'aiuto contro le popolazioni degli Equi e dei Volsci.

## Critica storica
La battaglia del Lago Regillo è una delle prime leggendarie vittorie romane. Leggendaria sia perché non si hanno riferimenti precisi (i documenti sembra siano stati perduti nell'incendio seguito all'invasione dei Galli di Brenno), sia perché il risultato della battaglia, inizialmente sfavorevole ai guerrieri dell'Urbe, si dice fosse deciso dall'apparizione dei mitologici Dioscuri: Castore e Polluce.

## Localizzazione

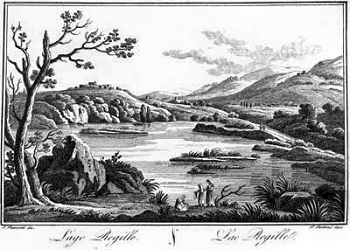
Incisione del Lago Regillo

La localizzazione rimane ancora incerta: secondo un'ipotesi si trova nella piana fra Monte Porzio Catone e Finocchio, mentre secondo un'altra si trovava nel territorio di Monte Compatri.